# Reign Supreme
Reign Supreme é o sétimo álbum da banda norte-americana de death metal Dying Fetus, lançado em 2012. O disco entrou na lista de vendas dos Estados Unidos, a Billboard 200, na posição 186.

## Track listing
| N.º            | Título                   | Duração |  |
| 1.             | "Invert the Idols"       | 2:08    |  |
| 2.             | "Subjected to a Beating" | 5:00    |  |
| 3.             | "Second Skin"            | 4:42    |  |
| 4.             | "From Womb to Waste"     | 4:43    |  |
| 5.             | "Dissidence"             | 3:27    |  |
| 6.             | "In the Trenches"        | 3:44    |  |
| 7.             | "Devout Atrocity"        | 4:28    |  |
| 8.             | "Revisionist Past"       | 3:57    |  |
| 9.             | "The Blood of Power"     | 5:23    |  |
| Duração total: | Duração total:           | 37:32   |  |

## Créditos
Dying Fetus
- John Gallagher - voz, guitarra
- Sean Beasley - voz, baixo
- Trey Williams - bateria

Produção
- Produzido por Steve Wright

## Posições nas tabelas de vendas
| Chart (2012)                                  | Posições |
| --------------------------------------------- | -------- |
| Bélgica (Ultratop Flandres)                   | 138      |
| Estados Unidos (Billboard 200)                | 186      |
| Estados Unidos (Billboard Independent Albums) | 34       |
| Estados Unidos (Top Hard Rock Albums)         | 14       |
| Estados Unidos (Billboard Top Heatseekers)    | 3        |